# Herrarnas scullerfyra i rodd vid olympiska sommarspelen 2020
Herrarnas scullerfyra i rodd vid olympiska sommarspelen 2020 avgjordes mellan den 23 och 28 juli 2021 i Tokyo.
Det var 12:e gången herrarnas scullerfyra fanns med som en gren vid OS. Grenen har varit med i varje upplaga av olympiska sommarspelen sedan 1976.

## Schema
Alla tiderna är UTC+9.
| Datum               | Tid   | Omgång      |
| ------------------- | ----- | ----------- |
| Fredag 23 juli 2021 | 11:30 | Försöksheat |
| Söndag 25 juli 2021 | 10:40 | Återkval    |
| Onsdag 28 juli 2021 | 8:50  | B-final     |
| Onsdag 28 juli 2021 | 10:30 | A-final     |

## Resultat

### Försöksheat
De två första i varje försöksheat gick vidare till A-finalen medan övriga gick till återkvalet.

#### Heat 1
| Placering | Bana | Roddare                                                                      | Land           | Tid     | Noteringar |
| --------- | ---- | ---------------------------------------------------------------------------- | -------------- | ------- | ---------- |
| 1         | 5    | Dirk Uittenbogaard Abe Wiersma Tone Wieten Koen Metsemakers                  | Nederländerna  | 5.39,80 | 0Q0        |
| 2         | 4    | Jack Cleary Caleb Antill Cameron Girdlestone Luke Letcher                    | Australien     | 5.41,54 | 0Q0        |
| 3         | 2    | Harry Leask Angus Groom Tom Barras Jack Beaumont                             | Storbritannien | 5.42,01 | Återkval   |
| 4         | 1    | Yi Xudi Zang Ha Liu Dang Zhang Quan                                          | Kina           | 5.43,44 | Återkval   |
| 5         | 3    | Armandas Kelmelis Martynas Džiaugys Dovydas Nemeravičius Dominykas Jančionis | Litauen        | 6.03,07 | Återkval   |

#### Heat 2
| Placering | Bana | Roddare                                                     | Land     | Tid     | Noteringar |
| --------- | ---- | ----------------------------------------------------------- | -------- | ------- | ---------- |
| 1         | 2    | Dominik Czaja Wiktor Chabel Szymon Pośnik Fabian Barański   | Polen    | 5.39,25 | 0Q0        |
| 2         | 3    | Simone Venier Andrea Panizza Luca Rambaldi Giacomo Gentili  | Italien  | 5.39,28 | 0Q0        |
| 3         | 1    | Jüri-Mikk Udam Allar Raja Tõnu Endrekson Kaspar Taimsoo     | Estland  | 5.47,12 | Återkval   |
| 4         | 4    | Martin Helseth Olaf Tufte Oscar Stabe Helvig Erik Solbakken | Norge    | 5.49,02 | Återkval   |
| 5         | 5    | Tim Ole Naske Karl Schulze Hans Gruhne Max Appel            | Tyskland | 5.50,11 | Återkval   |

### Återkval
De två första i återkvalet gick vidare till A-finalen medan övriga gick till B-finalen.
| Placering | Bana | Roddare                                                                      | Land           | Tid     | Noteringar |
| --------- | ---- | ---------------------------------------------------------------------------- | -------------- | ------- | ---------- |
| 1         | 3    | Harry Leask Angus Groom Tom Barras Jack Beaumont                             | Storbritannien | 5.55,91 | A-final    |
| 2         | 4    | Jüri-Mikk Udam Allar Raja Tõnu Endrekson Kaspar Taimsoo                      | Estland        | 5.56,52 | A-final    |
| 3         | 2    | Yi Xudi Zang Ha Liu Dang Zhang Quan                                          | Kina           | 5.56,86 | B-final    |
| 4         | 5    | Martin Helseth Olaf Tufte Oscar Stabe Helvig Erik Solbakken                  | Norge          | 6.02,85 | B-final    |
| 5         | 1    | Tim Ole Naske Karl Schulze Hans Gruhne Max Appel                             | Tyskland       | 6.02,86 | B-final    |
| 6         | 6    | Armandas Kelmelis Martynas Džiaugys Dovydas Nemeravičius Dominykas Jančionis | Litauen        | 6.14,73 | B-final    |

### Finaler

#### B-final
| Placering | Bana | Roddare                                                                      | Land     | Tid     | Noteringar |
| --------- | ---- | ---------------------------------------------------------------------------- | -------- | ------- | ---------- |
| 7         | 3    | Yi Xudi Zang Ha Liu Dang Zhang Quan                                          | Kina     | 5.46,07 |            |
| 8         | 4    | Tim Ole Naske Karl Schulze Hans Gruhne Max Appel                             | Tyskland | 5.46,78 |            |
| 9         | 2    | Martin Helseth Olaf Tufte Oscar Stabe Helvig Erik Solbakken                  | Norge    | 5.47,34 |            |
| 10        | 1    | Armandas Kelmelis Martynas Džiaugys Dovydas Nemeravičius Dominykas Jančionis | Litauen  | 5.51,64 |            |

#### A-final
| Placering | Bana | Roddare                                                     | Land           | Tid     | Noteringar |
| --------- | ---- | ----------------------------------------------------------- | -------------- | ------- | ---------- |
| 1         | 4    | Dirk Uittenbogaard Abe Wiersma Tone Wieten Koen Metsemakers | Nederländerna  | 5.32,03 | 0OR0, 0VR0 |
| 2         | 1    | Harry Leask Angus Groom Tom Barras Jack Beaumont            | Storbritannien | 5.33,75 |            |
| 3         | 5    | Jack Cleary Caleb Antill Cameron Girdlestone Luke Letcher   | Australien     | 5.33,97 |            |
| 4         | 3    | Dominik Czaja Wiktor Chabel Szymon Pośnik Fabian Barański   | Polen          | 5.34,27 |            |
| 5         | 2    | Simone Venier Andrea Panizza Luca Rambaldi Giacomo Gentili  | Italien        | 5.37,29 |            |
| 6         | 6    | Jüri-Mikk Udam Allar Raja Tõnu Endrekson Kaspar Taimsoo     | Estland        | 5.38,58 |            |